# Bengt Andersson (militär)
Bengt Erik Lennart Andersson, född 31 augusti 1955 i Hässleholms församling i Kristianstads län, är en svensk militär.

## Biografi
Andersson avlade gymnasieexamen på naturvetenskaplig linje och gjorde sin värnplikt vid Karlskrona kustartilleriregemente. Han avlade sjöofficersexamen vid Sjökrigsskolan 1978 och utnämndes samma år till löjtnant vid Karlskrona kustartilleriregemente, där han kom att tjänstgöra till 1985. Han befordrades till kapten 1981 och tjänstgjorde 1983 i Svenska Cypernbataljonerna som Duty Officer för Swedish UN Rifle Battalion. Han gick Allmänna kursen vid Militärhögskolan 1984–1985.
År 1986 befordrades han till major och var 1986–1987 chef för Amfibiedetaljen vid Marinstaben, där han ansvarade för handläggning av övergången till amfibiesystemet. Han gick Tekniska kursen vid Militärhögskolan 1987–1989 och var studieofficer vid Marinstaben 1989–1991. Åren 1991–1995 var han först ställföreträdande chef och därefter ordinarie chef för Amfibietaljonen vid Vaxholms kustartilleriregemente. Han befordrades till överstelöjtnant 1993 och överstelöjtnant med särskild tjänsteställning 1995. Han studerade vid Marine Corps Command and Staff College i USA 1995–1996. Åren 1996–1997 var han chef för Taktikavdelningen i Kustartillericentrum och var därefter stabschef i Kustartillericentrum 1997–1998.
År 1998 befordrades han till överste och var ställföreträdande operationsledare vid staben i Mellersta militärområdet 1998–2000. Han var projektledare för övningarna Nordic Peace 1998 och Viking 1999. Han gick grundkursen vid Institutet för högre totalförsvarsutbildning vid Försvarshögskolan 1999 och Försvarshögskolans chefskurs på Solbacka 2001. Han var chef för Vaxholms amfibieregemente 2000–2002. År 2002 befordrades han till brigadgeneral och var chef för Marinens taktiska kommando 2003–2005. Andersson tjänstgjorde som ställföreträdande chef för Insatsledningen 2007–2008. Efter att ha befordrats till generalmajor var han Operation Commander för Nordic Battlegroup 08. Åren 2008–2014 var han logistikinspektör i Högkvarteret. Därefter var han 2014–2015 Operation Commander för Nordic Battlegroup 15. Åren 2015–2017 planerade han Aurora 17, som han sedan var övningsledare för.
Bengt Andersson invaldes 1996 som ledamot av Kungliga Örlogsmannasällskapet och var 2001–2006 sällskapets vice ordförande. Han invaldes 2002 som ledamot av Kungliga Krigsvetenskapsakademien.